# Roxanne Blaze
Roxanne Blaze (Burbank, California; 3 de septiembre de 1974) es una actriz pornográfica estadounidense.

## Biografía
Natural de Burbank, ciudad californiana del condado de Los Ángeles, Roxanne Blaze, nombre artístico de Sarah Anne Bellomo, nació en septiembre de 1974. Poco después de cumplir los 18 años, en 1993, se lanzó de lleno a la industria pornográfica, debutando ese año y trabajando con algunos estudios importantes del sector como VCA Pictures, Cal Vista, Randy West, Metro, Vivid, Evil Angel, Zane, Fat Dog, New Machine, Video Team, Caballero Home Video o Dreamland, entre otros.
Al año siguiente de su debut, destacó por alzarse con tres Premios AVN en la edición de 1994. Por la película Justine se llevó dos premios a Mejor actriz en película y a Mejor escena de sexo chico/chica; así como un galardón a la Mejor escena de sexo en grupo por A Blaze of Glory.
Se retiró en 1994, tras apenas un año en la industria, con un total de 37 películas como actriz. Posteriormente se pasó al cine convencional, protagonizando algunas películas de serie B utilizando su nombre de nacimiento como nuevo nombre artístico.
Algunas películas suyas fueron Burgundy Blues, Burning Secrets, Crazy With the Heat 2, Down and Dirty Sex, Fresh and Natural 6, Parlor Games, Serpent's Dream, Sleepless, Up and Cummers o Wicked Whispers.

## Premios y nominaciones
| Año  | Ceremonia   | Resultado | Premio                                             | Trabajo                    |
| ---- | ----------- | --------- | -------------------------------------------------- | -------------------------- |
| 1994 | Premios AVN | Ganadora  | Mejor actriz en película                           | Justine                    |
| 1994 | Premios AVN | Ganadora  | Mejor escena de sexo chico/chica (con Mike Horner) | Justine                    |
| 1994 | Premios AVN | Nominada  | Mejor escena de sexo chico/chica (con Nick East)   | Justine                    |
| 1994 | Premios AVN | Ganadora  | Mejor escena de sexo en grupo                      | A Blaze of Glory           |
| 2000 | Premios AVN | Nominada  | Mejor escena de masturbación                       | Real Female Masturbation 2 |